# 星光實業
星光實業有限公司（英語：Star Industrial Co., Ltd.）創立於1949年，是香港最大之塑膠製品生產商，主要以「紅A」品牌生產及銷售包括家庭用品、廚房用品、餐飲業用品、文具、工業容器、配件及藥用器皿等。總寫字樓位於九龍新蒲崗大有街25號。
星光實業是少數堅持留港生產的工廠，並沒打算有將生產線北移，百份百「香港製造」以確保產品品質。現時香港的廠房樓高9層，面積達25萬平方呎，僱用250多名專業員工，除了生產自家貨品外，更有為客人研製特定產品。而早前作為分廠的葵涌紅A中心現已出售。

## 歷史

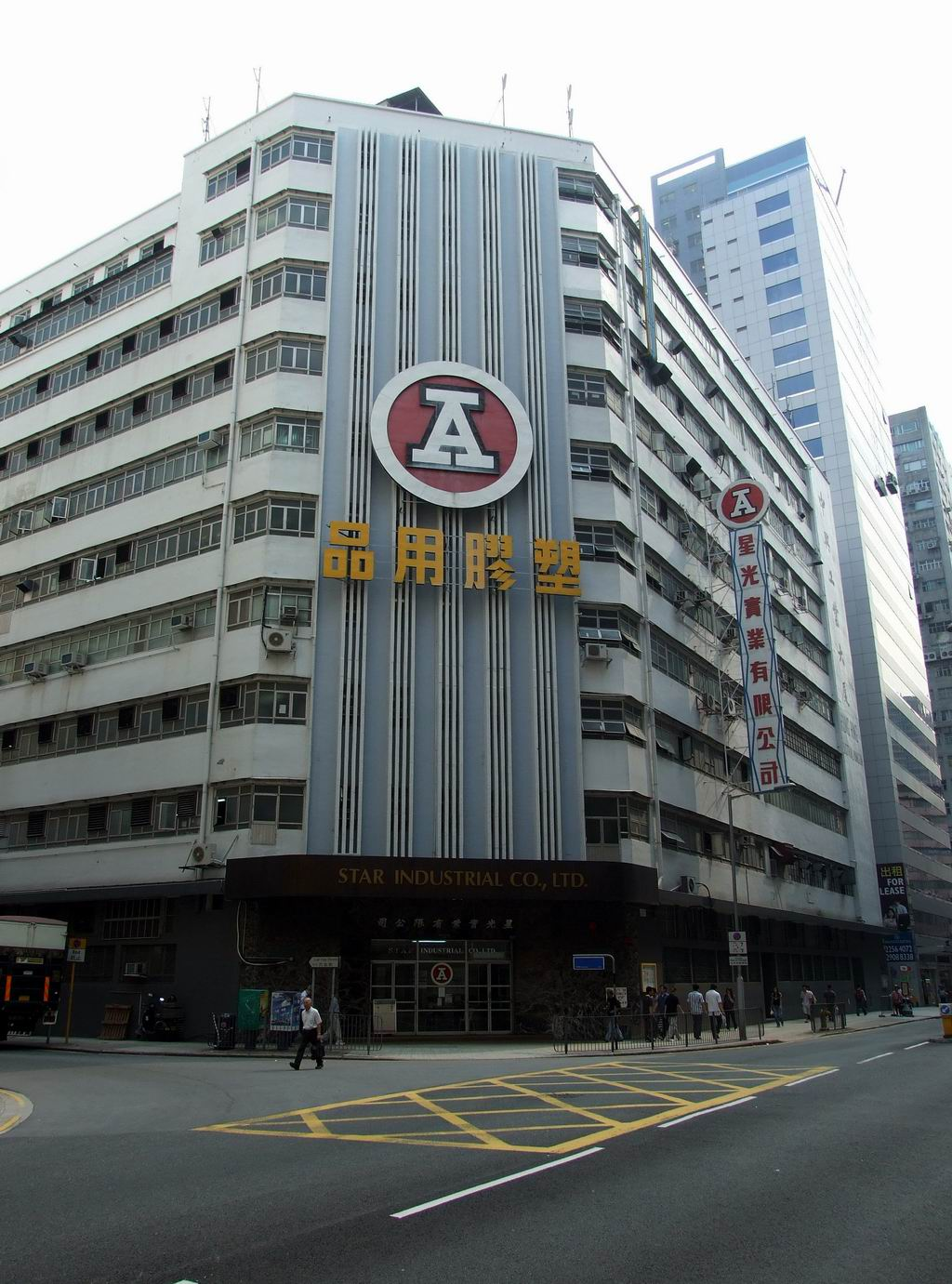
位於新蒲崗的總部

星光實業創辦人梁知行早年在上海開刷子廠，於1949年帶着12位員工南遷香港，繼續經營刷廠生意，引入製造牛骨牙刷的技術，用牛骨做柄，豬鬃毛做刷，同年創立星光實業的前身星光刷廠，初時在深水埗一個鋪位以山寨式經營做起。
後來因為牛骨供應不穩定，又適逢戰後塑膠技術解放，有見塑膠家庭用品在香港的需求日增，由日本引進機器製造塑膠製品，最初只生產繼續不同型之刷類產品，如牙刷、髮刷及衣刷等。直至1950、1960年代，香港人口急劇增加，於1952年成立「紅A」品牌，逐步生產各類家庭用品，1957年更名星光實業。
1961年由筲箕灣三層高的廠房搬到新蒲崗廠房；1963年香港水荒，實施制水，「紅A」的膠水桶大受歡迎，一度賣斷市，需要連夜趕製10萬個水桶應市，令「紅A」成為家傳戶曉的品牌，並響應香港政府「節約用水」運動而推出6加侖儲水桶、沖涼花灑等產品，其後更開始生產仿水晶產品、漏斗圓凳等。
1970年代星光實業推出垃圾桶、鏟、紙籮等清潔系列，以及經典產品之一，為響應香港九年免費教育而推出亦稱為「太空喼」的書篋。梁知行的兒子梁鶴年從美國回港於1975年開始加入星光實業。
1980年代是「紅A」的高峰期，增加生產工業及醫療用品，據報當年星光實業入口的塑膠原料約佔全港總入口量的一成，而其工廠的耗電量是九龍區第二高。1990年代推出微波爐煮食用具，當中的點心蒸籠及飯煲獲得總督工業獎。2000年創辦人梁知行去世，同年「紅A」獲頒「香港十大名牌」。

## 塑膠雞籠

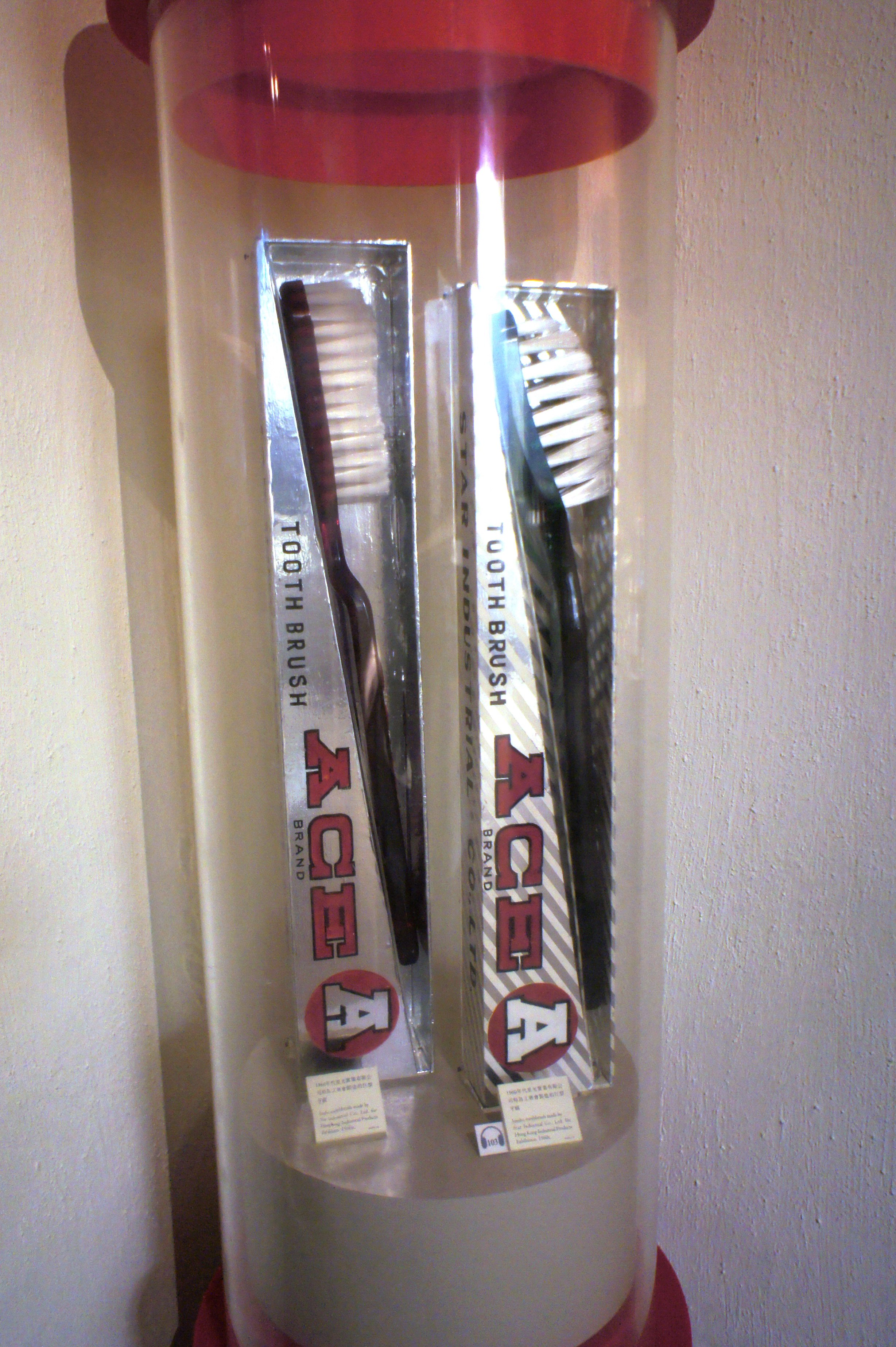
1960年代星光實業有限公司特為工展會製造的巨型牙刷 (香港歷史博物館展品)

2002年香港再次爆發禽流感，涉及錦田、白沙和洪水橋三地共22個香港雞場。當時運載內地活雞的雞籠只用於往來內地與批發市場之間的路程。本地活雞則採用批發商提供的塑膠雞籠運往批發市場，再把活雞運往零售攤檔及新鮮糧食店。批發商負責把回收的雞籠清洗消毒，而漁農自然護理署則監察清洗工作。其後環境食物局局長委任一個調查小組調查禽流感事件，小組建議規定採用指定顏色的雞籠，只供農場運載本地活雞至批發市場之用，以減少農場與市場交叉感染的機會。
2004年由於香港鄰近地區有禽流感疫情，港府停止輸入內地活雞及禽肉，但沒有公佈恢復進口時間表，部分家禽業者發起無限期罷市，更拒絕借出雞籠阻止本地活雞應市，雞籠由三個商會操控，其中「香港活家禽批發商會」擁有八成雞籠，目的是利用雞籠要脅政府，迫使政府屈服，恢復內地活雞輸港。漁護署為了打破批發商會壟斷雞籠而操控市場，自資購買雞籠作後備，星光實業正是塑膠雞籠的供應商。

## 市場定位
歷史悠久的「紅A」牌擁有包括盆、桶、筲箕等多項經典產品，產品種類超過1,000款，涵蓋家庭用品、廚房用品、餐飲業用品、文具、工業容器、配件及藥用器皿等，主要業務為餐飲業用品及廚房用品，客戶分別為批發、餐飲業供應商及家品連鎖店，在香港餐飲業界擁有超過九成市場佔有率，而在酒店餐飲業擁有一批固定客戶，包括香格里拉、半島酒店、文華東方酒店等。
隨著創辦人梁知行的次孫女梁馨蘭於2009年重返家族企業擔任業務拓展總監，掌管業務及市場推廣，於2010年增設網上購物服務以擴大客戶群。近年潮流時興懷舊，星光實業選擇推出經典的復刻產品，用舊模及機器生產限量版產品，包括仿水晶燈、彩色漏斗凳、印花豉油壺等，勾起香港人的回憶，並重新塑造「紅A」牌，採取「新市場、新產品、新形象」三線策略，透過代言人、產品設計及包裝，以打進年輕人市場。「紅A」牌的代言人是「中國十大名廚」龍皇酒家飲食集團主席黃永幟。

## 廣告

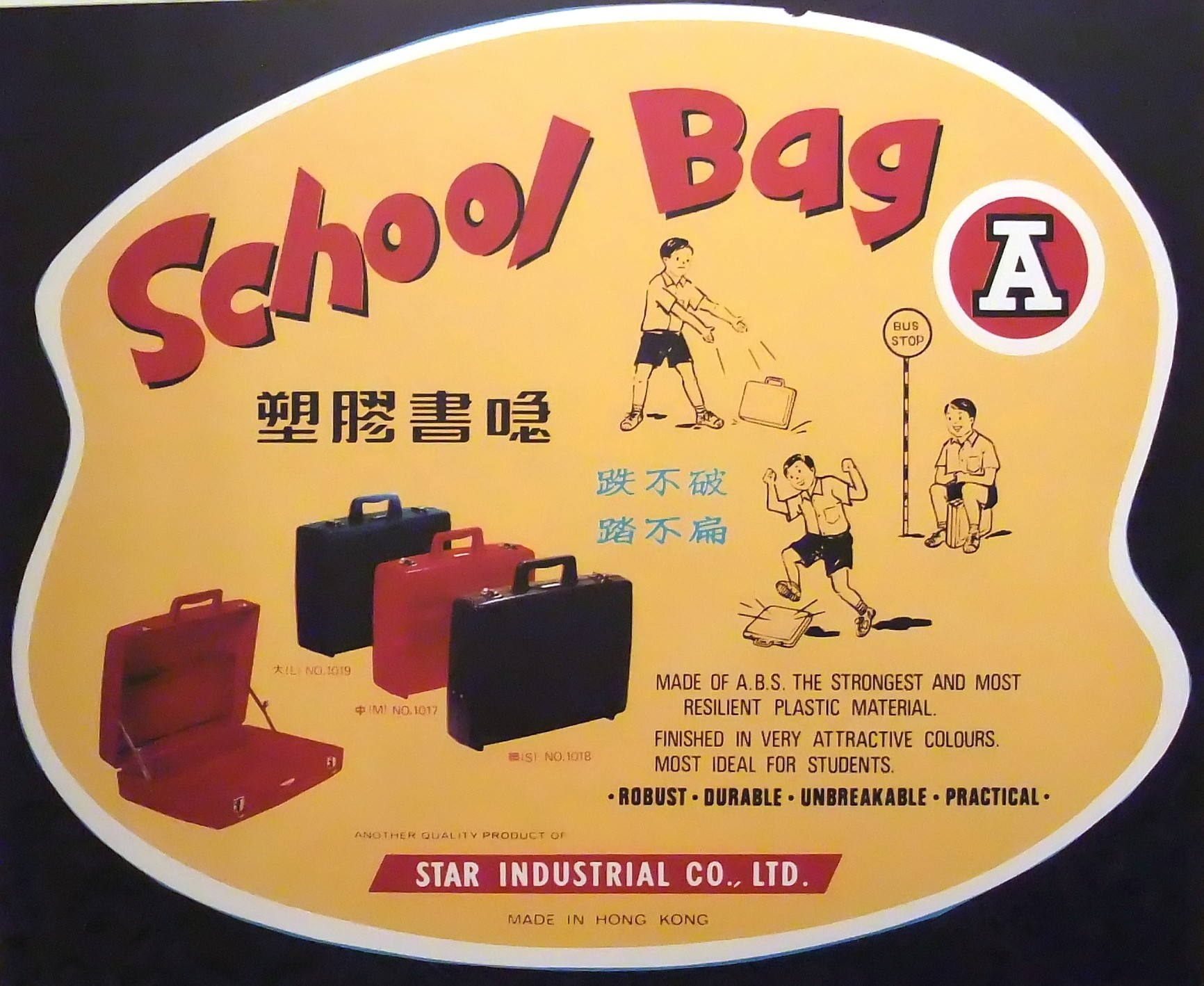
塑膠書喼上的產品說明貼紙（香港歷史博物館展品）

「紅A」書篋的廣告口號：「跌唔爛、踏唔扁，可以當凳仔坐，落雨都唔怕入水。」

## 獎項
- 香港十大名牌：
  - 2000年
- 總督工業獎：
  - 消費產品設計（1992年） － 微波爐用飯煲
- 香港工業獎：
  - 消費產品設計優異證書（1991年） － 微波爐用蒸籠

## 地產
星光實業沒有沾手發展塑膠產品以外的生意，只曾以佔細股形式參與地產投資，曾經與新昌置業、先施等合作發展及出售九龍塘喇沙利道豪宅項目和亞皆老街的商務大廈等。